# Barbosa Moreira
José Carlos Barbosa Moreira (Rio de Janeiro, 17 de setembro de 1931 – Rio de Janeiro, 26 de agosto de 2017) foi um jurista, advogado e magistrado brasileiro. Foi professor titular de Direito Processual Civil na Faculdade de Direito da Universidade do Estado do Rio de Janeiro, procurador do Estado do Rio de Janeiro e desembargador do Tribunal de Justiça do Estado do Rio de Janeiro.

## Carreira
Barbosa Moreira estudou no curso de direito da Universidade do Brasil, atual Faculdade Nacional de Direito da UFRJ, entre 1949 e 1954.
Foi procurador do Estado do Rio de Janeiro de 1963 até 1978, quando se tornou desembargador do Tribunal de Justiça do Estado do Rio de Janeiro pelo quinto constitucional, aposentando-se desse cargo em 1992.
Foi professor titular de Direito Processual Civil e Teoria Geral do Processo na Faculdade de Direito da Universidade do Estado do Rio de Janeiro de 1979 até 1996.
É autor de inúmeras obras jurídicas, dentre livros e artigos publicados em periódicos. Dentre os seus trabalhos publicados, destacam-se: "O Novo Processo Civil Brasileiro", "Comentários ao Código de Processo Civil" e "Temas de Direito Processual Civil" (em nove volumes). É patrono da Revista Eletrônica de Direito Processual. Além de suas obras, o autor é frequentemente citado em questões de doutrina.

## Publicações
- Moreira, José Carlos Barbosa (2012). O Novo Processo Civil Brasileiro 29ª ed. [S.l.]: Forense. ISBN 978-85-309-4102-4
- Moreira, José Carlos Barbosa (2011). Comentários Ao Código de Processo Civil. V 16ª ed. [S.l.]: Forense. ISBN 978-85-309-3752-2
- Moreira, José Carlos Barbosa (1998). Temas de Direito Processual Civil 2ª ed. [S.l.]: Saraiva